# Иштеряк
Иштерек бий (ум. 1619) — ногайский бий в 1600—1619 годах. Четвёртый сын Тинехмат-бия. Младший брат и преемник Дин Мухаммад-бия (1598-1600).

## Биография
В правление своего старшего брата Дин Мухаммад-бия (1598-1600) Иштерек-мирза занимал должность нурадина.
В 1600 году ногайские мурзы Урмаметевы и Тинмаметевы обратились к царю Борису Годунову с прошением назначить новым бием Иштерека, а его брата Кучука - нурадином. В 1600 году в Астрахани произошла церемония возведения на "княжение" Иштерек-бия.
В декабре 1606 года ногайский бий Иштерек принес "шерть" (присягу на верность) русскому царю Василию Шуйскому. Летом 1608 года многие ногайские мурзы со своими улусами оставили Иштерека и переселились во владение Крымского ханства. Иштерек-бий с небольшим количеством подданных остался в своей ставке под Царицыном. В 1611-1612 годах Иштерек-бий организовывал разорительные набеги на пограничные русские владения. Ногайцы приходили под Тулу и Самару, сожгли Саратов и опустошали рязанские волости.
Воспользовавшись русской смутой, Иштерек-бий проводил независимую внешнюю политику, принимая в Сарайчике послов Османской империи, а также Крымского и Бухарского ханств. Однако под конец своей жизни и после окончания русской смуты вновь признал сюзеренитет русского царя. При нём территория Ногайской Орды на западе достигла берегов Дона. Принимал участие в борьбе против русских в Смутную эпоху, и, став из противника сторонником Ивана Заруцкого, собирался воевать с Михаилом Фёдоровичем, но отказался от этой идеи и признал русского царя.
Весной 1619 года бий Ногайской орды Иштерек скончался. После его смерти раздробленная Ногайская орда вступила в период полного распада.